# Афия
Афия, или бланкет (лат. Aphia minuta), — вид лучепёрых рыб из семейства бычковых, единственный в роде Aphia.

## Описание
Наибольшая длина тела 6 см. Продолжительность жизни 1 год. Тело удлиненное, довольно низкое, заметно сжатое с боков. Голова и спина до начала спинного плавника киля, стороны тела и хвостовой стебель покрыты циклоидной чешуёй, которая легко спадает с тела при прикосновении. Рот большой, конечный, зубы на челюстях мелкие, конические, расположены в один ряд. Брюшной диск удлиненный, полный. На голове есть только генипоры. Плавательный пузырь есть. При жизни почти все тело прозрачное, светлое, временами несколько красноватое. В половозрелых особей мелкие чёрные точки на губах, на голове сверху между глазами, на подбородке и перед брюшных плавников снизу, а у основания спинных плавников черно-зелёные пятна, вдоль середины тела желто, зеленовато-красноватые, вдоль анального плавника красно-буроватые, вдоль лучей хвостового плавника красные точки.

## Распространение
Распространение вида: Восточная Атлантика от западной части Балтийского моря и Норвегии (Тронхейм) в Марокко; Средиземное, Чёрное, Азовское моря.
Встречается в северо-западной части Чёрного моря (остров Змеиный, придунайское взморье, мыс Бурнас, Одесский и Тендровский заливы, Филлофорное поле Зернова и т. д.), вдоль берегов Крыма (Каркинитский залив, Севастополь, Ялта, Карадаг) и в юго-западной части Азовского моря (мыс Казантип).

## Биология
Встречается в морских и солоноватых водах. Морская пелагическая стайная рыба, которая чаще встречается в прибрежных заливах и бухтах. Держится в толще воды от поверхности до глубины 70-80 м, в местах над песчаными или заиленными грунтами, особенно, над и среди зарослей зостеры и цистозиры. Половой зрелости достигает к концу первого года жизни. Нерест происходит в прибрежной зоне, икра откладывается на растительность. После размножения производители через некоторое время погибают. Питается организмами зоопланктона, предпочитает ракообразных.